# Okręg Meilen
Meilen (niem. Bezirk Meilen) – okręg w północnej Szwajcarii, w kantonie Zurych. Siedziba administracyjna okręgu znajduje się w miejscowości Meilen. 

## Podział administracyjny
Okręg składa się z jedenastu gmin (Politische Gemeinde) o powierzchni 84,63 km² i o liczbie mieszkańców 107 681.
Gminy:
1. Erlenbach
2. Herrliberg
3. Hombrechtikon
4. Küsnacht
5. Männedorf
6. Meilen
7. Oetwil am See
8. Stäfa
9. Uetikon am See
10. Zollikon
11. Zumikon